# Galathowenia scotiae
Galathowenia scotiae är en ringmaskart som först beskrevs av Hartman 1978.  Galathowenia scotiae ingår i släktet Galathowenia och familjen Oweniidae. Inga underarter finns listade i Catalogue of Life.